# Loxosomella compressa
Loxosomella compressa är en bägardjursart som beskrevs av Nielsen och Ryland 1961. Loxosomella compressa ingår i släktet Loxosomella och familjen Loxosomatidae. Arten är reproducerande i Sverige. Inga underarter finns listade i Catalogue of Life.